# Candói
Candói es un municipio del estado de Paraná, en el Brasil. Su población, según el censo de 2010 del Instituto Brasileño de Geografía y Estadística, era de 14 823 habitantes.

## Topónimo
El nombre del municipio, de origen caingangue, hace referencia al Río Candói, afluente del Río Jordão. Se trata de un homenaje al líder Candoy, antiguo jefe de los indios Votorões habitantes del lugar.

## Historia
Las tierras del municipio de Candói fueron inmemorialmente habitadas por los indios Votorões, un subgrupo de la etnia Kaingang que habitaba la región comprendida entre los ríos Cavernoso, Pinhão, Jordão y Iguaçu.
El 21 de diciembre de 1892, fue creado el Distrito Policial de Candoy. El 5 de abril de 1913, a través de la Ley 1316, fue creado el Distrito Administrativo. El 30 de diciembre de 1948, a través de la Ley 199, fue alterada su ortografía de Candoy a Candói.
El 27 de agosto de 1990, por la Ley Estatal 9553, fue creado el municipio, con el territorio separado del municipio de Guarapuava. La instalación oficial se dio en 1 de enero de 1993.